# Очаківське лісомисливське господарство
ДП «Очаківське лісомисливське господарство» — державне підприємство, підпорядковане Миколаївському обласному управлінню лісового та мисливського господарства, підприємство з вирощування лісу, декоративного садивного матеріалу, виготовлення пиломатеріалів.

## Лісництва
- Очаківське
- Березанське
- Василівське
- Кінбурське

## Керівництво
- Туровський Володимир Станіславович — директор